# Câmpia (Caraș-Severin)

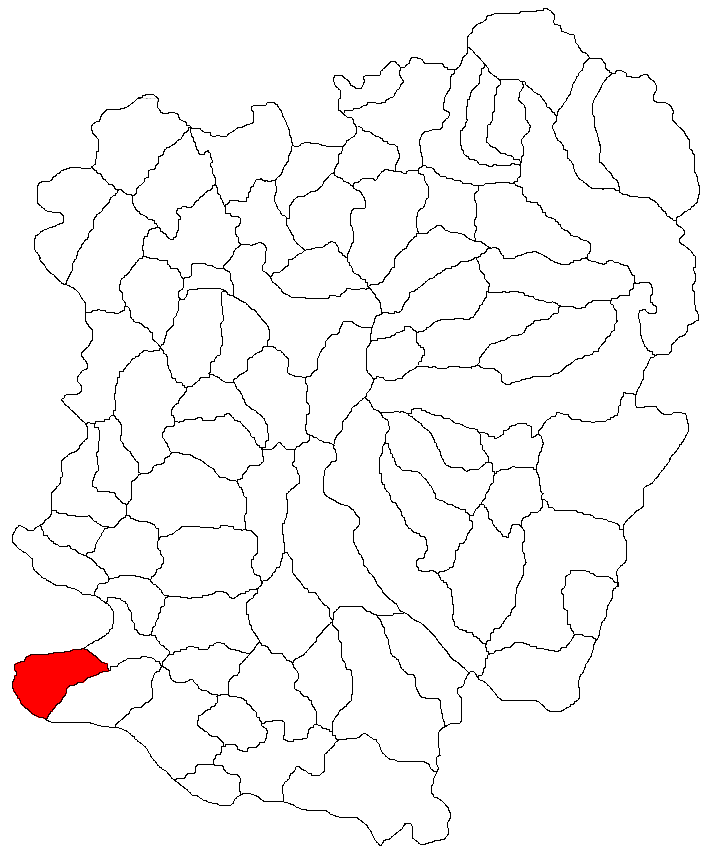
Lage der Gemeinde Socol im Kreis Caraș-Severin

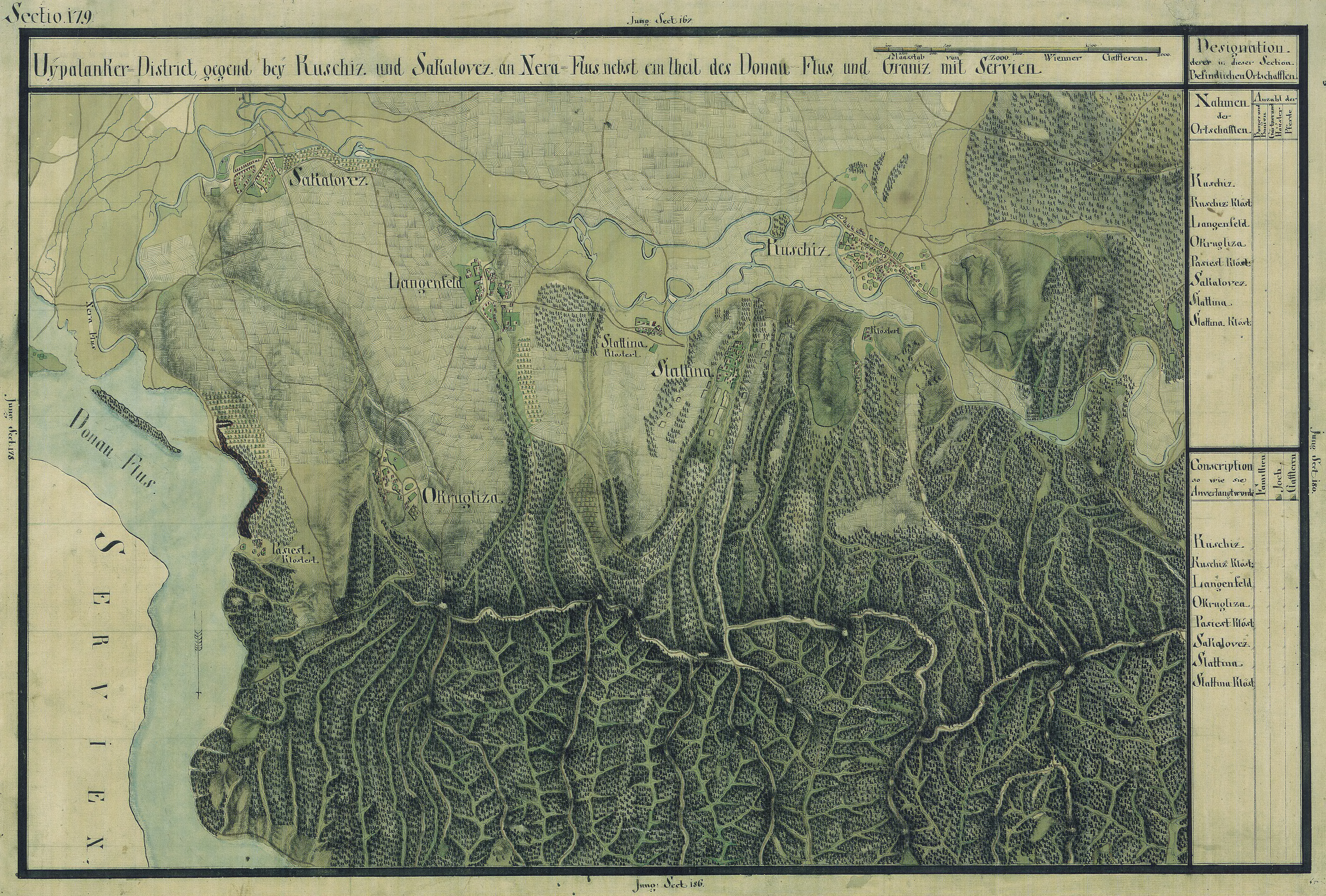
Langenfeld auf der Josefinischen Landaufnahme

Câmpia (bis 1924 Langofăt; deutsch Langenfeld, ungarisch Néramező, serbokroatisch Луговет, Lugovet) ist ein Dorf im Kreis Caraș-Severin in der Region Banat in Rumänien. Das Dorf Câmpia gehört zur Gemeinde Socol.

## Geografische Lage
Câmpia liegt im Südosten des Kreises Caraș-Severin, am linken Nera-Ufer, dicht an der Grenze zu Serbien. Die Ortschaft wird von der Kreisstraße (drum județean) DJ 571C Oravița-Socol durchquert.

## Nachbarorte
| Crvena Crkva     | Bela Crkva                                  | Kusić     |
| Socol            | Kompassrose, die auf Nachbargemeinden zeigt | Pârneaura |
| Banatska Palanka | Baziaș                                      | Radimna   |

## Geschichte
Eine erste urkundliche Erwähnung stammt aus dem Jahr 1723, als der Ort Langenfeld auf der Mercy-Karte eingetragen war.
Langenfeld wurde 1722 von deutschen Siedlern gegründet. Diese verließen den Ort jedoch während des Türkenkrieges von 1738. Später zogen Serben aus dem südlichen Donaugebiet und Rumänen aus der Kleinen Walachei zu.
Nach dem Russisch-Österreichischen Türkenkrieg von 1788 wurde das völlig zerstörte Dorf in Schachbrettform wieder aufgebaut, zwei parallel verlaufende Längsstraßen, die sich mit vier Querstraßen senkrecht, aufeinander fallend, kreuzen.
Langenfeld war Teil der Banater Militärgrenze und gehörte zum Wallachisch-Illyrischen Grenzregiment Nr. 13.
Der Vertrag von Trianon am 4. Juni 1920 hatte die Dreiteilung des Banats zur Folge, wodurch Langofăt an das Königreich Rumänien fiel. 1966 wurde der Name der Ortschaft in Câmpia geändert.

## Bevölkerungsentwicklung
| 1880 | 1004 | 222 | -  | 4 | 778  |
| 1910 | 1572 | 350 | 1  | 9 | 1212 |
| 1930 | 1402 | 544 | -  | 2 | 856  |
| 1977 | 839  | 300 | 9  | 5 | 525  |
| 2002 | 643  | 289 | 14 | 1 | 335  |
| 2011 | 524  | 186 | 3  | 2 | 283  |